# VFU
VFU är en förkortning för verksamhetsförlagd utbildning, och utgör en del av bland annat lärarutbildningarna vid högskolor och universitet. VFU innebär att studenten genomför handledd praktik på en tänkbar framtida arbetsplats. Omfattningen av verksamhetsförlagda kurser inom utbildningar som leder till förskollärar-, grundlärar-, ämneslärar- eller yrkeslärarexamen anges i Förordning (2021:1335) om utbildning till lärare och förskollärare . VFU ingår även i utbildningen till socionom på bland annat Linköpings, Uppsala och Stockholms universitet. VFU ingår även i utbildningen till läkare och sjuksköterska. I utbildningar som inte leder till lärarexamen specificeras omfattningen av VFU i respektive lärosätes utbildningsplan för det aktuella programmet. VFU är en del av VIL, verksamhetsintegrerat lärande som är ett begrepp inom vårdutbildningar. I utredningen "Polis i framtiden - polisutbildningen som högskoleutbildning" föreslås polisstuderandes aspiranttjänstgöring i framtiden ersättas med VFU. I Läkarutbildningsutredningen föreslår VFU ersättas av VIL. Inom vården finns även LIA, lärande i arbete för den som studerar på yrkeshögskola, samt APL, arbetsplatsförlagt lärande för den som studerar på gymnasiet eller vuxenutbildning.
Högskolan Kristianstad har utvecklat "Kristianstadsmodellen" som innebär att varje utbildning som Högskolan Kristianstad ger på grundnivå, oavsett ämnesområde, innehåller VFU. 